# Unsuri

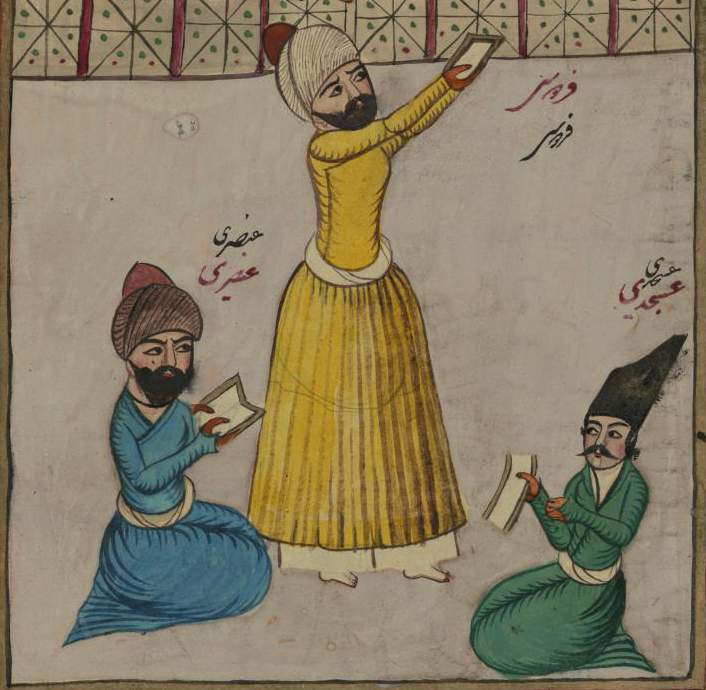
Miniatura da era Qajar dos poetas Ferdusi, Unsuri e Asjadi

Abul Cassim Hassã Unsuri Balque (em persa: ابوالقاسم حسن عنصری بلخی; morreu em 1039/1040) foi um poeta persa dos séculos X a XI. Diz-se que Unṣuri nasceu em Balque, hoje localizado no Afeganistão, e eventualmente se tornou um poeta da corte real de Mamude de Gásni, e recebeu o título de Malik-us Shu'ara (Rei dos Poetas) sob o sultão.